# Trade Lake
Trade Lake – miasto w Stanach Zjednoczonych, w stanie Wisconsin, w hrabstwie Burnett.